# Hardy-Littlewood-Maximalfunktion
In der Mathematik ist die Hardy-Littlewood-Maximalfunktion ein wichtiger nichtlinearer Operator, der in der reellen Analysis und der harmonischen Analyse verwendet wird. Sie ist ein zentrales Beispiel einer Maximalfunktion. Außerdem stellt sie eine der zentralen Anwendungen des Interpolationssatzes von Marcinkiewicz dar.

## Definition
Sei {\displaystyle f\in L_{}^{1}(\mathbb {R} ^{N})}, dann definiert man die Hardy-Littlewood-Maximalfunktion {\displaystyle Mf\colon \mathbb {R} ^{N}\rightarrow \mathbb {R} } durch
{\displaystyle Mf(x):=\sup _{\delta >0}{\frac {1}{|B_{\delta }(x)|}}\int \limits _{B_{\delta }(x)}|f(y)|dy},
wobei {\displaystyle |B_{\delta }(x)|} das {\displaystyle N}-dimensionale Volumen der Kugel {\displaystyle B_{\delta }(x)} um {\displaystyle x} mit Radius {\displaystyle \delta } bezeichnet.

## Eigenschaften
- Die Menge {\displaystyle A_{Mf}(t):=\left\{x\in \mathbb {R} ^{N}\colon Mf(x)>t\right\}} ist offen. Das ergibt sich aus der Absolutstetigkeit des Integrals.
- {\displaystyle Mf} ist sublinear, das heißt {\displaystyle M(f+g)(x)\leq Mf(x)+Mg(x)}.
- Ist {\displaystyle f\in L^{\infty }(\mathbb {R} ^{N})} eine wesentlich beschränkte Funktion, so gilt {\displaystyle Mf(x)\leqslant \|f\|_{L^{\infty }(\mathbb {R} ^{N})}}, das heißt {\displaystyle \operatorname {Mf} \in L^{\infty }(\mathbb {R} ^{N})}.
- Die Funktion {\displaystyle Mf\colon \mathbb {R} ^{N}\rightarrow [0,\infty ]} ist messbar ({\displaystyle Mf} ist punktweise das Supremum von stetigen Funktionen), das heißt {\displaystyle Mf\in M(\mathbb {R} ^{N})}.

## SchwacheL1-Abschätzung der Maximalfunktion
Für {\displaystyle f\in L^{1}(\mathbb {R} ^{N})} und {\displaystyle t>0} gilt:
{\displaystyle \lambda _{Mf}(t)=\left|\left\{x\in \mathbb {R} ^{N}:Mf(x)>t\right\}\right|\leqslant C(N){\frac {\|f\|_{L^{1}(\mathbb {R} ^{N})}}{t}}}
mit einer nur von {\displaystyle N} abhängigen Konstanten {\displaystyle C=C(N)}.
Es ist zu beachten, dass {\displaystyle c(N)=b(N)} und {\displaystyle c} somit eine Besicovitch-Konstante ist.

## Lp-Abschätzung der Maximalfunktion
Für {\displaystyle 1<p<\infty } und {\displaystyle f\in L^{P}(\mathbb {R} ^{N})} gilt
{\displaystyle \|Mf\|_{L^{P}(\mathbb {R} ^{N})}\leqslant C(n,p)\|f\|_{L^{P}(\mathbb {R} ^{N})}}